# Mit Liebe zum Mord
Mit Liebe zum Mord (Originaltitel: Aurora Teagarden Mysteries) ist eine US-amerikanische Kriminalfilm-Reihe, die zwischen April 2015 und Februar 2022 auf dem Hallmark Channel zu sehen war. Die Filmreihe basiert zum Teil auf den gleichnamigen Romanen von Charlaine Harris. Die Hauptrolle der Aurora Teagarden übernahm Candace Cameron Bure.
Die deutschsprachige Ausstrahlung der Reihe fand zwischen Februar 2021 und Dezember 2022 auf Universal TV statt.

## Handlung
Die Bibliothekarin Aurora Teagarden lebt in Lawrenceton, Georgia, und leitet regelmäßig den Real Murders Club, der ungelöste Kriminalfälle löst. Zu dem Club gehören unter anderem auch ihre beste Freundin und Reporterin der Lokalzeitung, Sally Allison, und John Queensland an. Aurora stolpert somit immer wieder in Kriminalfälle und beginnt zu ermitteln. Dies missbilligen ihre Mutter Aida, eine erfolgreiche Immobilienmaklerin aus der Stadt, sowie die Polizisten Lynn und Arthur Smith.
Im späteren Verlauf der Reihe trifft Aurora auf den Psychologieprofessor Nick Miller, der ihr bei ihren Ermittlungen hilft. Die beiden werden ein Paar und heiraten.

## Besetzung und Synchronisation
Die deutsche Synchronisation entsteht unter der Dialogregie von Steff Hummel und Marget Flach durch die Synchronfirma Xscape Mediaservices in München.
| Rollenname              | Schauspieler         | Folgen            | Synchronsprecher  |
| ----------------------- | -------------------- | ----------------- | ----------------- |
| Aurora Teagarden Miller | Candace Cameron Bure | 1–18              | Janina Dietz      |
| Sally Allison           | Lexa Doig            | 1–6, 8–16, 18     |                   |
| Aida Teagarden          | Marilu Henner        | 1–18              | Michèle Tichawsky |
| John Queensland         | Bruce Dawson         | 1–6               |                   |
| Lynn Smith              | Miranda Frigon       | 1–7, 10–15, 17–18 | Anke Kortemeier   |
| Arthur Smith            | Peter Benson         | 1–16, 18          | Mike Carl         |
| Lillian Tibbett         | Ellie Harvie         | 1–18              | Sonja Reichelt    |
| Martin Bartell          | Yannick Bisson       | 3–7               |                   |
| Nick Miller             | Niall Matter         | 9–18              |                   |

## Episodenliste
| Nr. | Deutscher Titel                  | Originaltitel                   | Erstausstrahlung USA | Deutschsprachige Erstausstrahlung (D) | Regie            | Drehbuch                                                    |
| --- | -------------------------------- | ------------------------------- | -------------------- | ------------------------------------- | ---------------- | ----------------------------------------------------------- |
| 1   | Knochenerbe                      | A Bone to Pick                  | 4. Apr. 2015         | 25. Feb. 2021                         | Martin Wood      | Charlaine Harris & Teena Booth                              |
| 2   | Echte Morde                      | Real Murders                    | 26. Juli 2015        | 4. März 2021                          | Martin Wood      | Charlaine Harris & Teena Booth                              |
| 3   | Drei Zimmer, Leiche, Bad         | Three Bedrooms, One Corpse      | 12. Juni 2016        | 11. März 2021                         | Lynne Stopkewich | Charlaine Harris & Teena Booth                              |
| 4   | Das Julius-Haus                  | The Julius House                | 16. Aug. 2016        | 18. März 2021                         | Terry Ingram     | Charlaine Harris & Teena Booth                              |
| 5   | Aus heiterem Himmel              | Dead Over Heels                 | 19. März 2017        | 25. März 2021                         | Terry Ingram     | Charlaine Harris & Shelley Evans                            |
| 6   | Der Narr und der Tod             | A Bundle of Trouble             | 21. Mai 2017         | 1. Apr. 2021                          | Kevin Fair       | Charlaine Harris & Teena Booth                              |
| 7   | Letzter Auftritt                 | Last Scene Alive                | 7. Jan. 2018         | 8. Apr. 2021                          | Martin Wood      | Charlaine Harris & Teena Booth                              |
| 8   | Abgedroschen                     | Reap What You Sew               | 15. Apr. 2018        | 15. Apr. 2021                         | Terry Ingram     | Charlaine Harris & Teena Booth                              |
| 9   | Die tote Studentin               | The Disappearing Game           | 29. Juli 2018        | 22. Apr. 2021                         | Terry Ingram     | Charlaine Harris & Teena Booth                              |
| 10  | Das Katz-und-Maus-Spiel          | A Game of Cat and Mouse         | 4. Aug. 2019         | 29. Apr. 2021                         | Mark Jean        | Charlaine Harris & Teena Booth                              |
| 11  | Tödliche Erbschaft               | An Inheritance to Die For       | 11. Aug. 2019        | 6. Mai 2021                           | Michael Robison  | Charlaine Harris, Jim Head & Teena Booth                    |
| 12  | Bühne frei für eine Leiche       | A Very Foul Play                | 18. Aug. 2019        | 13. Mai 2021                          | Martin Wood      | Charlaine Harris, Teena Booth, Michael Vickerman & Jim Head |
| 13  | Der Juwelenraub                  | Heist and Seek                  | 17. Mai 2020         | 20. Mai 2021                          | Peter Benson     | Charlaine Harris, Teena Booth & Jim Head                    |
| 14  | Tödliches Klassentreffen         | Reunited and It Feels So Deadly | 18. Okt. 2020        | 1. Juli 2022                          | Martin Wood      | Charlaine Harris, Teena Booth & Jim Head                    |
| 15  | Trügerisches Spiel               | How to Con a Con                | 14. März 2021        | 8. Juli 2022                          | Tony Dean Smith  | Charlaine Harris & Teena Booth                              |
| 16  | Bis dass der Tod uns scheidet    | Til Death Do Us Part            | 13. Juni 2021        | 15. Juli 2022                         | Martin Wood      | Charlaine Harris, Teena Booth & Jim Head                    |
| 17  | Honeymoon mit Leiche             | Honeymoon, Honeymurder          | 22. Aug. 2021        | 22. Juli 2022                         | Martin Wood      | Charlaine Harris, Teena Booth & Jim Head                    |
| 18  | Todesgrüße aus der Vergangenheit | Haunted by Murder               | 20. Feb. 2022        | 17. Dez. 2022                         | Martin Wood      | Charlaine Harris, Teena Booth & Jim Head                    |

## Ableger
Im März 2023 wurde ein Spin-Off unter dem Titel Aurora Teagarden Mysteries: Something New angekündigt. Die Rolle der jungen Aurora Teagarden soll von Skyler Samuels übernommen werden. In dem Prequel soll es um die junge Aurora Teagarden gehen, die gerade ihre College-Zeit absolviert hat. In ihrer Heimatstadt Lawrenceton jobt sie als Assistentin eines Lehrers in einer Krimi-Klasse sowie als Kellnerin. Als ein Mord geschieht, beginnt sie zusammen mit ihrem besten Freund, dem Polizisten Arthur, zu ermitteln. Der Film soll in der zweiten Jahreshälfte 2023 veröffentlicht werden.